# История почты и почтовых марок Беларуси
История почты и почтовых марок Беларуси включает периоды, соответствующие почтовым системам государств, в составе которых находилась территория современной Беларуси (Речь Посполитая, Российская империя, Польша, СССР), и независимой Республики Беларусь (с 1991). Выпуск первых собственных почтовых марок относится к 1920 году. Беларусь является членом Всемирного почтового союза (с 1947); национальным почтовым оператором является «Белпочта».

## Развитие почты
Развитие почтовой связи на территории нынешней Беларуси началось в давние времена. Первое зафиксированное в документах упоминание о почтовой связи на белорусской земле датируется IX веком. В частности, в 885 году в Повести временных лет сообщалось о посыльной службе на белорусской земле: «Послал Олег к радимичам, спрашивая…».
В Киевской Руси существовала специальная «должность» — княжеский гонец. Гонцы доставляли распоряжения князя в различные пункты страны. Иногда гонец ехал и без грамоты, особые вести заучивал наизусть.
В Великом княжестве Литовском появляется княжеская почтовая служба. Князи различной степени важности содержали гонцов для пересылки сообщений и указов как устных, так и письменных.
20 июля 1558 года был издан «Указ о подводах» который содержал административные распоряжения об устройстве почт. 18 октября 1558 года — создание Королевской почты (польск. Poczty Królewskiej) в качестве официального государственного учреждения Cигмунтом Августом, который установил постоянную почтовую связь между Краковом и Венецией через Вену с помощью почтовых лошадей. Почта состояла из итальянского почтового отделения (Краков-Вена-Венеция) и литовского почтового отделения (Краков- Варшава — Вильнюс). Почтовый посланник выезжал из Кракова каждое воскресное утро, в среду он прибыл в Вену, а затем уезжал в Венецию, куда он прибывал после семи дней путешествия. В Литву курьер отправлялся в каждую среду еженедельно. Поездка занимала семь дней.
В 1583 году на первом в Беларуси почтовом тракте (Варшава — Белосток — Гродно — Вильня) была введена система тарифов, которая действует сегодня во всех странах мира. Стоимость пересылки определялась видом отправления и его весом.
Между Вильно и Москвой через Смоленск 6 ноября 1672 года была учреждена почта под управлением «иноземца Петра Марселиуса» со стороны Российской империи, а со стороны ВКЛ — почтмейстера Рейнгольда фон Бизинга. Почтовый гонец выезжал из Москвы через Смоленск до Вильно, еженедельно по четвергам. В результате заключения «Вечного мира» 26 апреля (6 мая) 1686 г. в Москве было установлено (подтверждено) почтовая связь между государствами по маршруту Москва-Минчовичь-Кадино-его Королевское величество (Вильно).
До 1679 года почтовый маршрут функционировал непрерывно, но с установлением застав торговая переписка начала сокращаться.
В феврале 1686 года Рейнгольд фон Бизинг скончался. До 19 мая почтою в Вильне заведовал его брат, Герард. 19 мая в Вильне почтмейстером был назначен Ян Шретер (польск.Shretter, нем. Schröter).
После первого раздела ВКЛ в соответствии с высочайше утвержденным докладом губернатора графа З. Г. Чернышева от 23 ноября 1772 года «О почтовом учреждении в Могилевской и Псковской губерниях» начала создаваться система почтовой связи на территории Беларуси. На эти цели из камеральных доходов обоих губерен было выделено 27000 руб.
В 1795 году после третьего раздела ВКЛ почта получает своё дальнейшее развитие как составная часть почтовой системы Российской империи. Были образованы почтовые округа, в том числе Минский, Витебский и Могилёвский. 6 сентября 1795 году был издан именной указ Екатерины генерал-губернатору Тутолмину «Об устроении почт и содержании оных в губерниях: Минской, Волынской, Подольской и Брацловской». Этим указам определены почтовые дороги по северо-западному краю, в каких населенных пунктах устроить станции для внутренних почтовых связей, определено число лошадей с почтальонами по каждой станции. Для строительства почтовых станций был введен фиксированный налог на три года. По Минской губернии — 69000 руб. , по Волынской — 68000 руб., по Подольской — 61000 руб., по Брацлавской — 67000 руб. Почтовые станции поступали во владение обер-гофеместера графа Безбородко, главного директора почт Российской Империи.
29 октября 1796 года аналогичный указ был отдан генерал-губернатору князю Репнину «О устроении почты в губерниях Виленской и Слонимской». Так же был введен фиксированный налог на три года с каждой губернии по 114667 руб.
По состоянию на 1830 год Гродненская, Виленская, Минская, Волынская, Подольская губернии и Белостокская область относились к V почтовому округу с центром в г. Вильно. Витебская, Могилевская, Смоленская, Черниговская, Полтавская и Киевская губернии относились к VI почтовому округу с центром в г.Чернигове.
| Губернские конторы       | Пограничные конторы    | Уездные почтовые конторы | Уездные почтовые конторы | Уездные почтовые конторы                           | Уездные почтовые конторы                        |
| Губернские конторы       | Пограничные конторы    | 1-го класса              | 2-го класса              | 3-го класса                                        | 4-го класса                                     |
| ------------------------ | ---------------------- | ------------------------ | ------------------------ | -------------------------------------------------- | ----------------------------------------------- |
| V почтовый округ         |                        |                          |                          |                                                    |                                                 |
| Гродненская губерния     |                        |                          |                          |                                                    |                                                 |
| В Гродно (2-го класса)   | В Бресте (2-го класса) |                          | Лида Слоним              | Кобрин Новогрудок Пружаны                          | Волковыск                                       |
| Минская губерния         |                        |                          |                          |                                                    |                                                 |
| В Минске (2-го класса)   |                        |                          | Несвиж Бобруйск Мозырь   | Пинск Борисов                                      | Дисна Слуцк Вилейка Речица                      |
| VI почтовый округ        |                        |                          |                          |                                                    |                                                 |
| Витебская губерния       |                        |                          |                          |                                                    |                                                 |
| В Витебске (2-го класса) |                        | Динабург                 | Полоцк                   | Дриз Велиж Люцин мест. Усвят Режиц Сураж Креславль | Себеж Невель Городок Лепель                     |
| Могилевская губерния     |                        |                          |                          |                                                    |                                                 |
| В Могилеве (1-го класса) |                        | Шклов Орша               | Рогачев                  | Белица Быхов Чечерск Бабиновичи                    | Сенно Мстиславль Копысь Чериков Чаусы Климовичи |

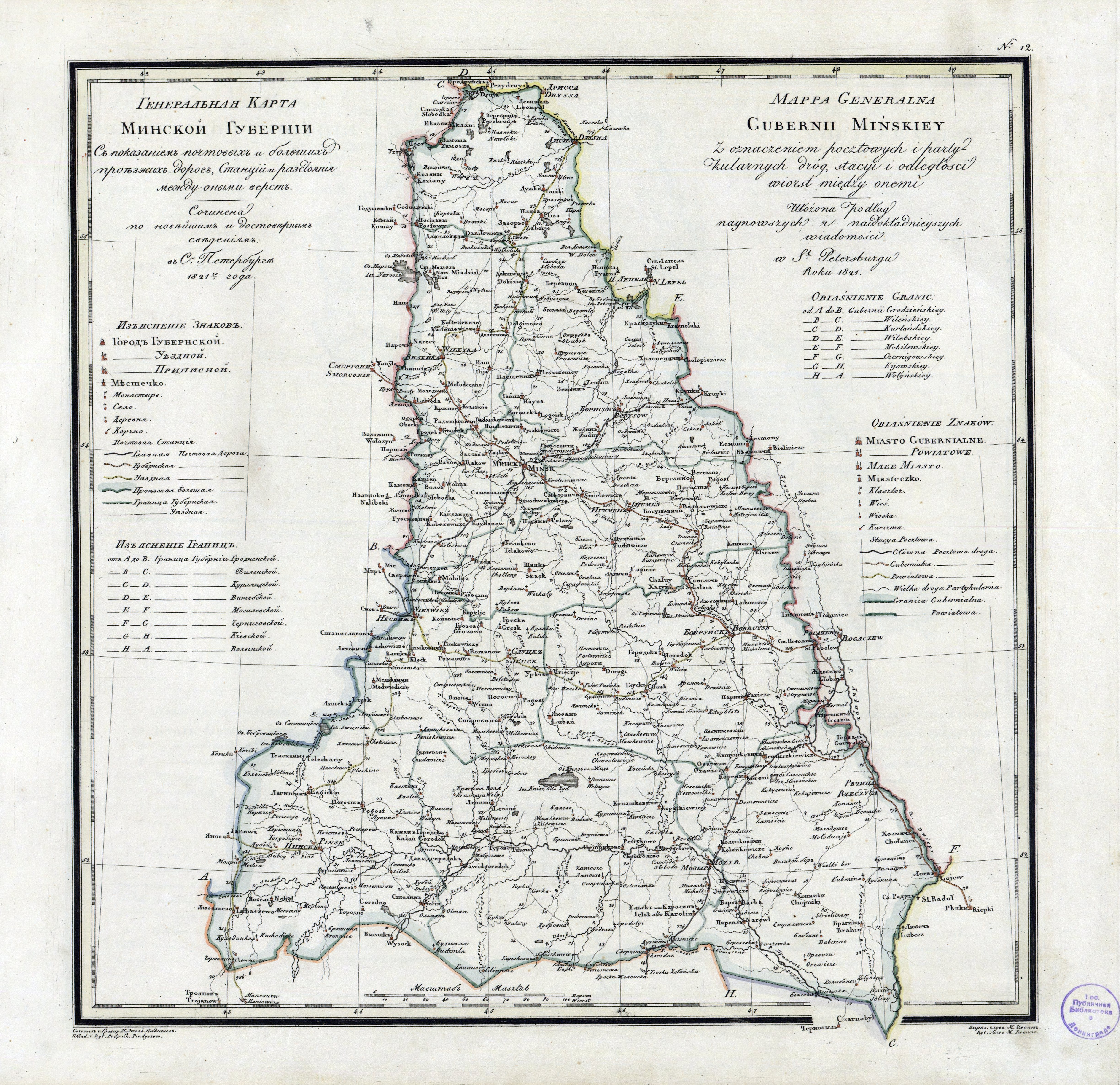
Карта почтовых дорог Минской губернии, 1821г

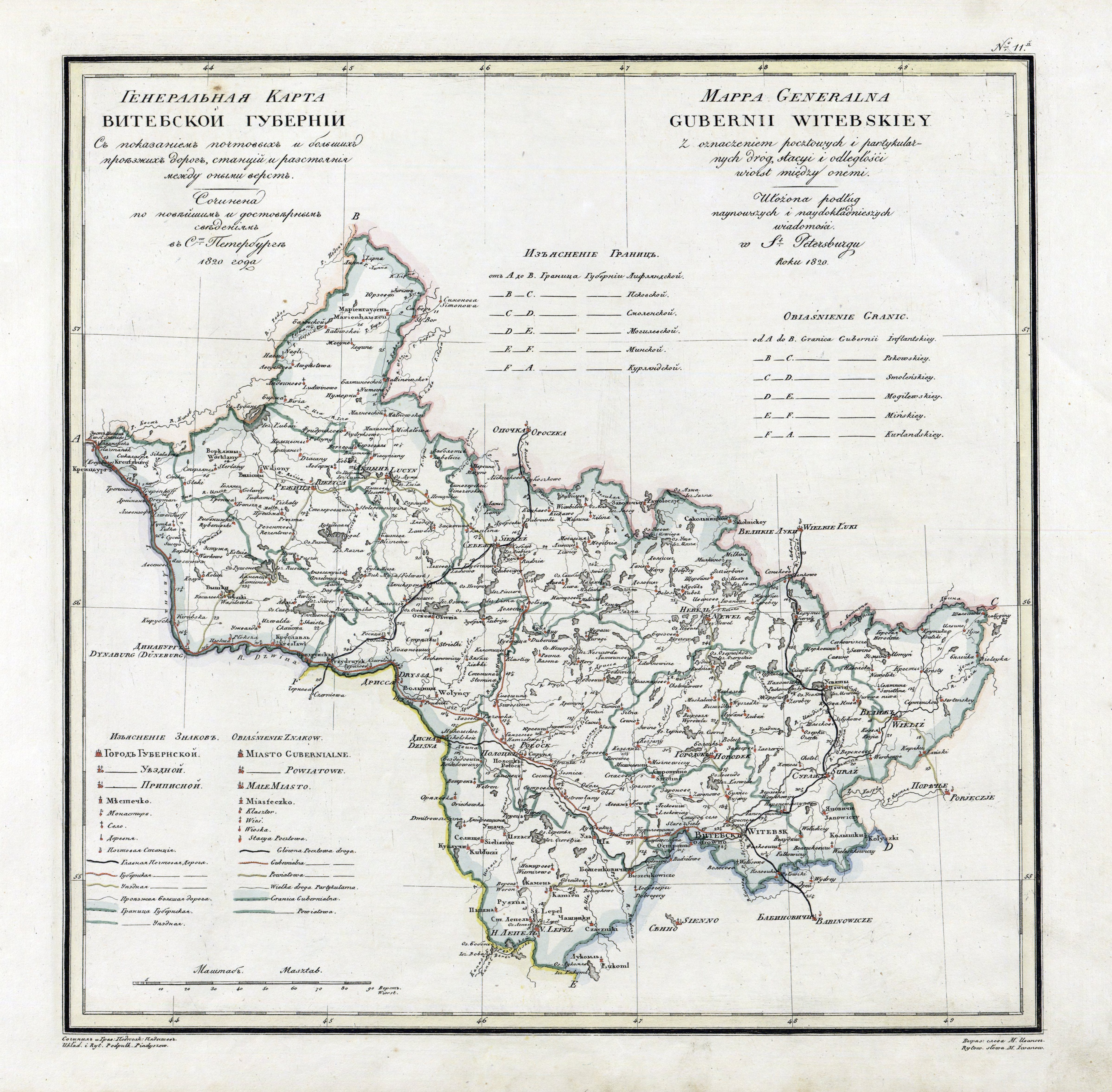
Карта почтовых дорог Витебской губернии, 1820г

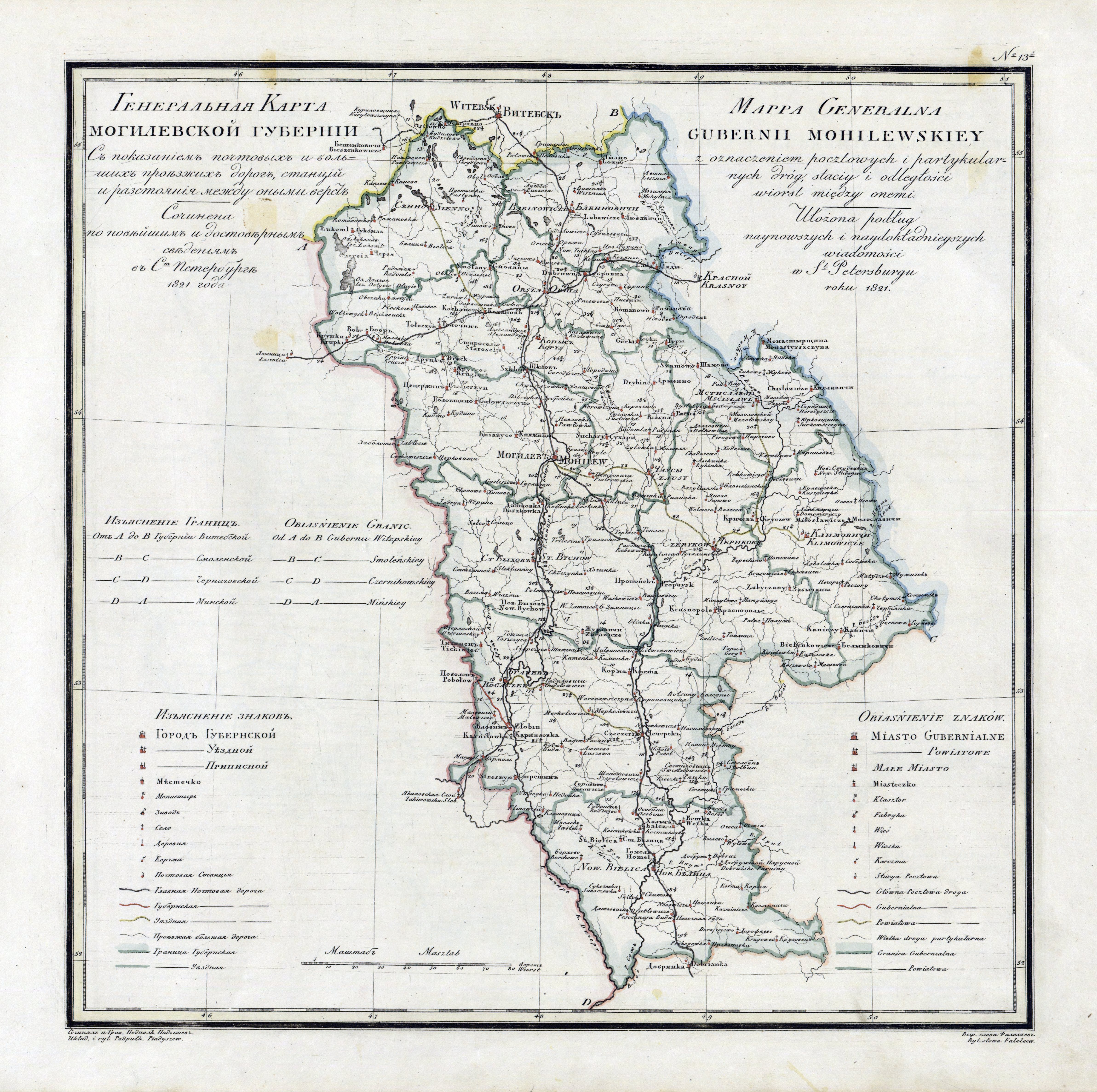
Карта почтовых дорог Могилевской губернии, 1821г

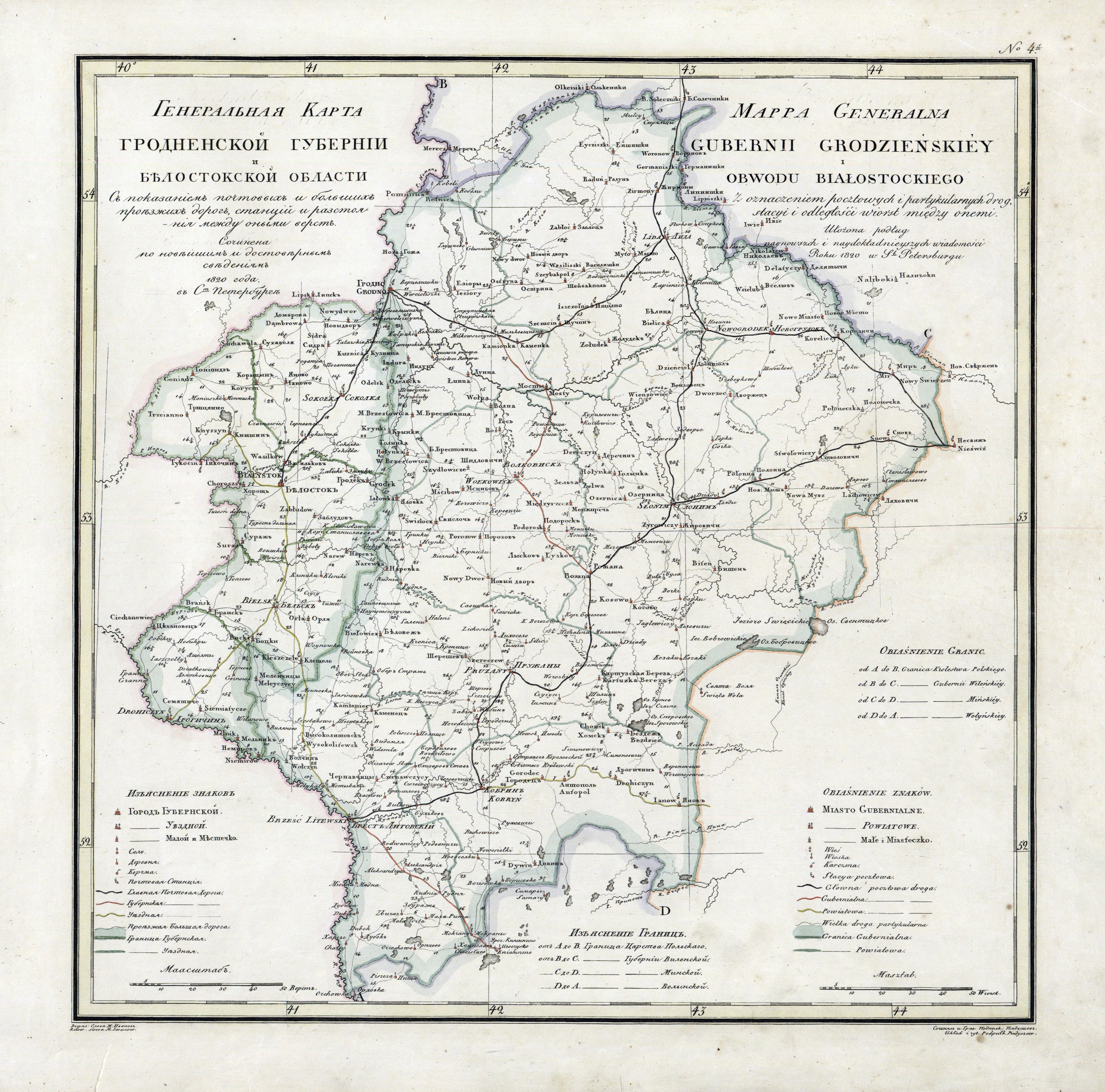
Карта почтовых дорог Гродненской губернии, 1820г

Вот что пишет о «Екатериненских дорогах» Г. И. Добрынин:
Перевалившись в новоприобретенный Белорусский край мы удивились, увидя бесконечную аллею, по которой ехали, усаженную с обеих сторон по два ряда березками, и спешили добежать ее до конца; но к большому нашему удивлению и путевой радости узнали, что это была большая почтовая дорога, прорезанная правильно, по распоряжению и повелению белорусского государева наместника гр. З.Г.Чернышева. Теперь известны уже во всей империи белорусские большие дороги. И хотя они в последующие времена довольно изменились, однакож вида и основания своего не потеряли. Смотря на проезжаемый нами сосновый лес, но новопостроенные почтовые дома, на исправную почтовую упряжку и хороших лошадей, которых нам везде запрягали расторопно, не говоря наперед даже не о прогонах, ни о подорожной, на обмунидированных в куртки зеленого цвета почтальенов, с медными на касках со лба гербами, а с затылка номерами, на прочные и даже красивые во всю ширину дороги мосты, - я столько был прост, что даже и не помыслить, что все видимое нами, есть плод деятельности и образованного вкуса главнокомандующего российского гр.Чернышева
Первые телеграфные станции в Беларуси были оборудованы в 1859 году при Минской почтовой конторе и в Бобруйске. Была организована первая телеграфная связь.
Регулярная перевозка почты по железным дорогам началась в 1871 году по маршрутам Минск — Москва, Минск — Ровно, Минск — Брест, Минск — Любава. Почтовые вагоны имели специальные стеллажи для сортировки и хранения почты. На вагонах висели почтовые ящики для приёма писем на остановках.

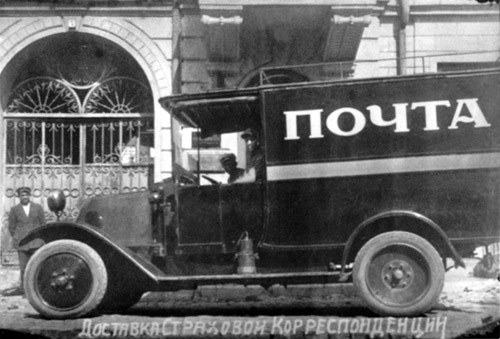
Почтовый автомобиль в 1930-х годах

В 1914 году на территории современной Беларуси насчитывалось 380 предприятий связи.
Накануне Великой Отечественной войны население обслуживало около 2300 почтовых контор, отделений связи и почтовых агентств. Во время войны была полностью разрушена вся ранее созданная инфраструктура. Только К 1948 году была целиком восстановлена довоенная сеть почтовых предприятий.

## Выпуски почтовых марок

### Провизории польского корпуса в Минске
Во время мятежа корпуса Довбор-Мусницкого в феврале 1918 года подразделения корпуса заняли Минск. Администрацией Довбор-Мусницкого было осуществлены два выпуска провизориев.
Первый выпуск — представлял собой марки царского правительства номиналом в 3, 4, 5, 7, 10, 15, 20, 25, 35, 50 и 70 копеек с надпечаткой польского герба и надписи пол. «POCZTA Pol. Korp.» (Почта Польского Корпуса).
На провизориях второго выпуска рисунок надпечатки был изменён и представлял собой надпись «Pol. Korp.», герб Польши и обозначение нового номинала. Провизории были выполнены на марках царского (с зубцовкой) и Временного (без зубцовки) правительств достоинством 1, 2 и 3 копейки. Марки в 1 копейку получили номинал в 35 копеек, 2 копейки — 50 копеек, 3 копейки — 10 копеек и 1 рубль.

### Белорусская Народная Республика

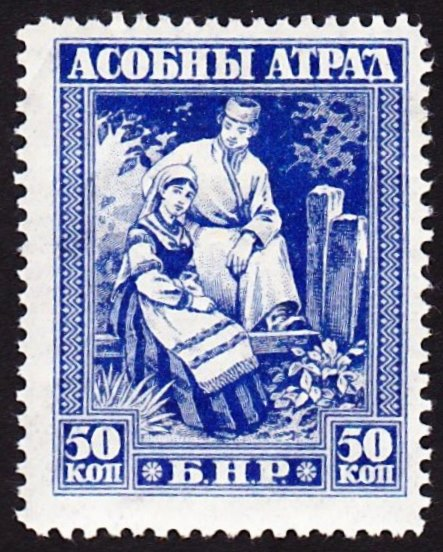
Марка Отдельного отряда БНР (1920, 50 копеек)

На протяжении 1918—1920 годов и в Белорусской Народной Республике (БНР), и в Белорусской Советской Социалистической Республике (БССР) использовались преимущественно российские марки.
В 1920 и 1921 годах было осуществлено два выпуска почтовых марок БНР.
Первый выпуск 1920 года, с текстом бел. «Асобны атряд Б. Н. Р.» («Отдельный отряд БНР»), включал в себя пять марок номиналом в 5, 10, 15, 50 копеек и 1 рубль. Основным мотивом марок было изображение крестьянина и крестьянки в национальной одежде. Впоследствии, этот выпуск (начиная с 1939 года) неоднократно переиздавался как эмигрантским правительством БНР, так и «неофициально», что привело к появлению большого количества разновидностей марок этого выпуска по качеству печати.
Второй выпуск 1921 года, с надписью «Беларусь. Почта», был представлен марками достоинством 2, 3 и 5 рублей. На марке в 2 рубля был помещен портрет Франциска Скорины, на 3 рублевой марке — герб Погоня, на 5-рублёвой — изображение пахаря.
Провизории слуцкого восстания — во время слуцкого восстания 1920 года был осуществлен выпуск провизориев номиналом в 25 и 50 копеек. Они представляли собой польские марки второго стандартного выпуска с нанесёнными на них надпечатками в виде герба Погоня, аббревиатуры «Ч. Р. Сл.» (сокращённо от «Часовая Рада Случчыны» — «Временный Совет Случчины») и нового номинала. Для 25-копеечных провизорий были использованы марки в 5 геллеров, для 50-копеечных — марки трёх достоинств — 10 геллеров, 15 геллеров и 15 фенигов.

### Польская оккупация (1919—1920)
Во время польской оккупации 1919—1920 годов был осуществлен выпуск местных провизориев города Гродно. Он представлял собой марки Временного правительства (выпуска 1917 года без зубцовки) с нанесенной на них надпечаткой пол. «Poczta Polska 40 GR» («Польская почта 40 грошей»). Номинал этих марок был привязан к литовскому ауксинасу.

### В составе СССР
После образования Белорусской Советской Социалистической Республики и её включения в состав СССР право издания знаков почтовой оплаты было делегировано Москве, и на территории БССР в этот период находились в обращении почтовые марки СССР.

#### Белорусская тематика на марках СССР
Белорусская тематика присутствует на почтовых марках СССР начиная с 1930-х годов. В частности, выпускались марки, посвящённые самой БССР и белорусскому народу:
- «Белорусы», серия «Этнография СССР», 1933, номинал марки — 15 коп.
- «Герб БССР», серия «Гербы союзных республик», 1938, номинал марки — 20 коп. Единственная почтовая марка, на которой запечатлён герб БССР образца 1927 года с дубовой ветвью в венке герба.
- «Герб БССР», серия «Гербы союзных республик», переиздание серии в новом дизайне[en], 1947, номинал марки — 30 коп.
- «30 лет БССР», 1949, номиналы марок — 40 коп. и 1 руб.
- «Минск — столица БССР», серия «Столицы союзных республик», 1958, номинал марки — 40 коп.
- «50 лет БССР», серия из трёх марок, 1969, номинал марок — 2, 4 и 6 коп.
- «60 лет БССР», 1979, номинал марки — 4 коп.[17]

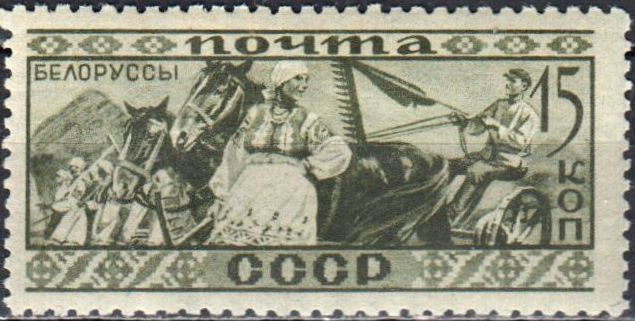
«Белорусы. Серия «Этнография СССР» (1933)
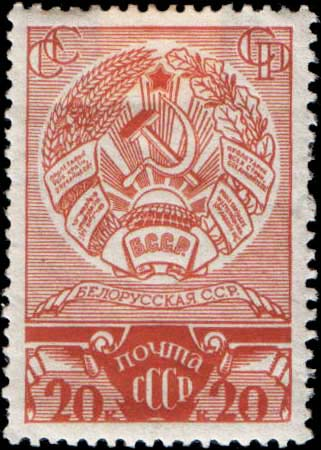
Герб БССР. Серия «Гербы союзных республик» (1938)
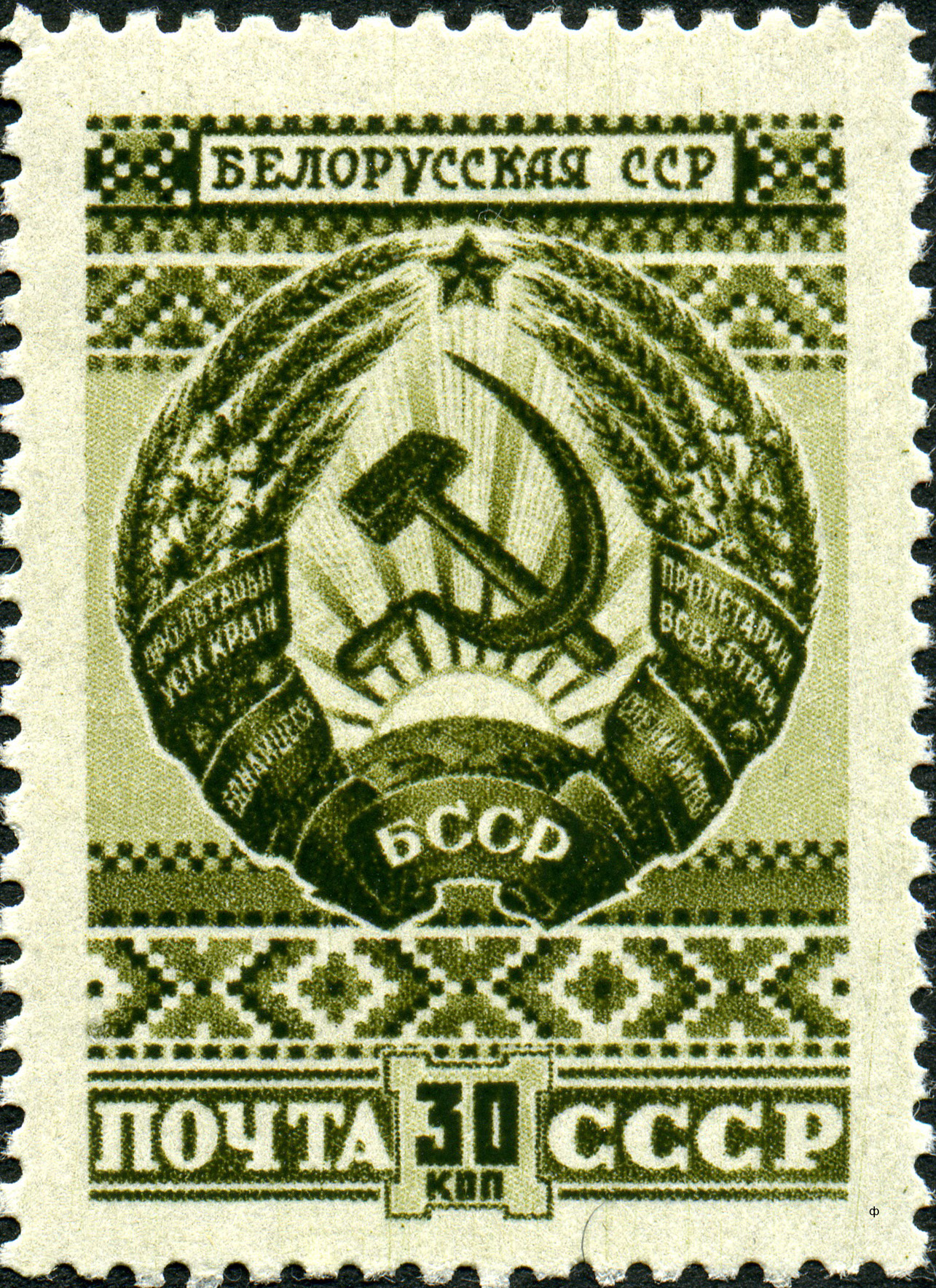
Герб БССР. Серия «Гербы союзных республик» (1947)
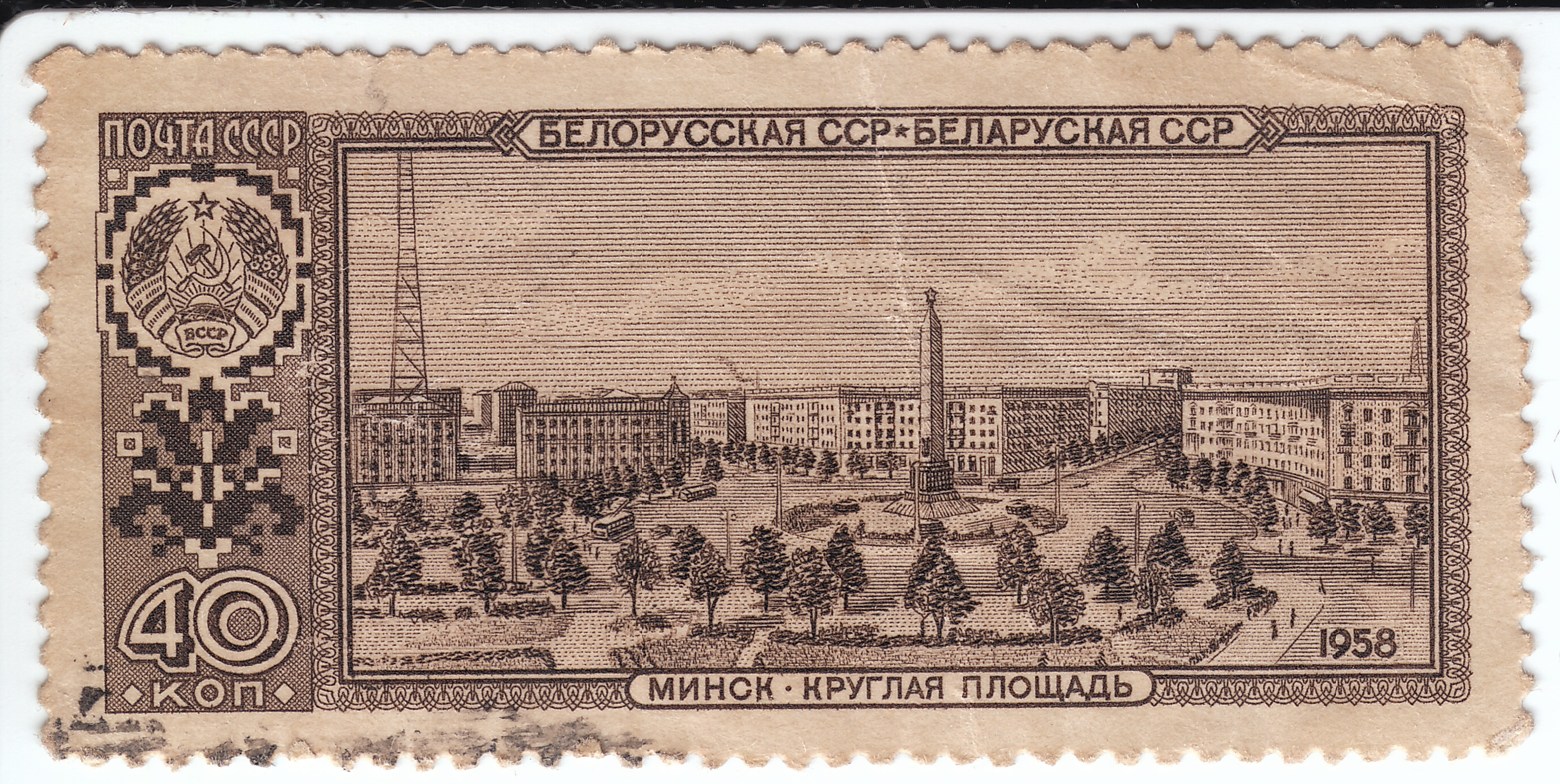
Минск — столица БССР. Серия «Столицы союзных республик» (1958)
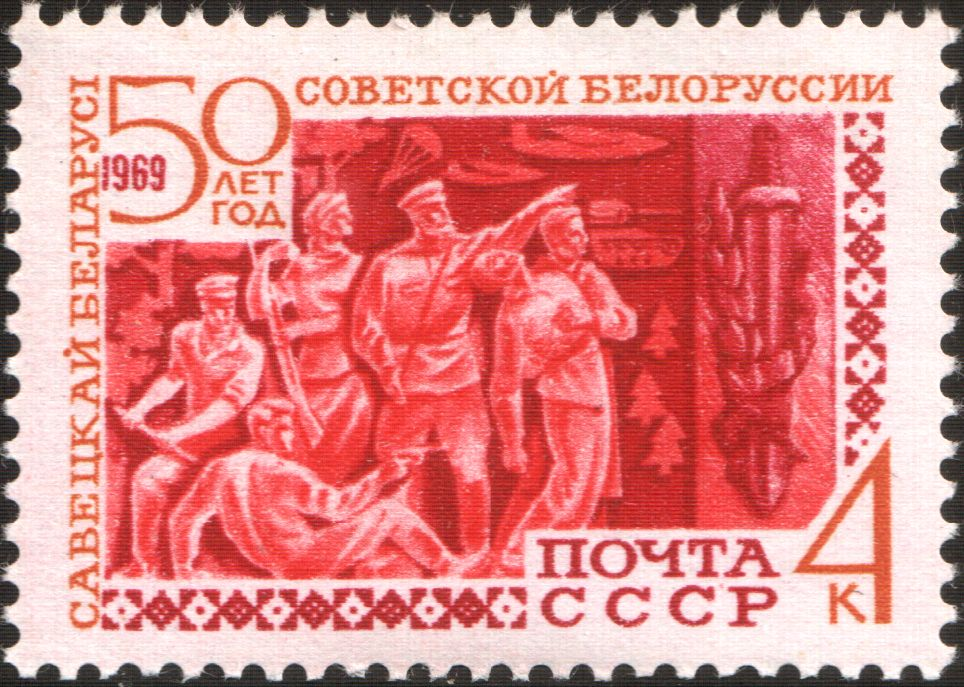
Марка из серии «50 лет БССР» (1969)

Всего с Беларусью связана тематика около 90 почтовых марок СССР: помимо белорусской государственной символики, это белорусские города и архитектура, выдающиеся деятели Беларуси, белорусы — герои Великой Отечественной войны, промышленность, культура, искусство и природа Беларуси).

### Выпуски эмигрантского правительства
Помимо дополнительных тиражей марок БНР первого выпуска, Рада БНР в первой половине XX века выпустила тираж марок достоинством 10 и 25 грошей (известны варианты различной расцветки) с изображением карты БНР (10 грошей)[≡] и герба Погоня (25 грошей). Эти марки известны как «выпуск Белорусской Народной Республики 1918 года», хотя, на самом деле, они были выпущены позже. В обращении данные марки никогда не находились.

### Республика Беларусь

#### Первая марка
Первой почтовой маркой Республики Беларусь является марка в 1 рубль с изображением креста Евфросинии Полоцкой, выпущенная в обращение 20 марта 1992 года.

#### Серии стандартных марок
Ниже приводятся перечень и описание всех стандартных выпусков Беларуси начиная с 1992 года.
Первый стандартный выпуск (1992—1994)
Первые марки этого выпуска достоинством 30, 45 и 50 копеек были выпущены в обращение 21 декабря 1992 года.
В 1993 году были дополнительно выпущены марки в 1, 2, 3, 5, 10, 15 и 25 рублей с датой «1992» и 50, 100 и 150 рублей с датой «1993».
В 1994 году были выпущены марки в 200, 300, 600, 1000 и 3000 рублей. Основу композиции марок первого стандартного выпуска составлял государственный герб образца 19 сентября 1991 года. Также известны следующие надпечатки на марках первого стандартного выпуска: надпечатка нового номинала на марках 1992 года (в 1994 и 1997 годов) и надпечатки буквенного обозначения номинала («А» и «В»), сделанные в 1996 году. Все марки первого стандартного выпуска выпускались на простой бумаге.
Второй стандартный выпуск (1995—1996)
В связи со сменой государственного герба, в 1995 году был осуществлён выпуск марок второго стандартного выпуска номиналом в 180, 280 и 600 рублей, на которых изображение герба было заменено панорамой площади Победы в Минске. В 1996 году также была дополнительно выпущена марка этого выпуска в 200 рублей (датированная 1995 годом). В 2001 году на части тиража марок второго стандартного выпуска была сделана надпечатка нового номинала (1000 рублей). Все марки второго стандартного выпуска печатались на мелованной бумаге.
Третий стандартный выпуск (1996—1997)
Марки третьего стандартного выпуска с изображением нового государственного герба образца 14 мая 1995 года выпускались в 1996—1997 годах. В 1996 году были выпущены марки в 100, 200, 500, 600, 1000, 1500, 1800, 2200, 3300, 5000, 10.000, 30.000 и 50.000 рублей. В 1997 году был осуществлен выпуск марок (с датой 1996) достоинством 400 и 2000 рублей, а марка в 1500 рублей (также с датой 1996) была выпущена в изменённом цвете (голубом вместо розового). Позднее были выпущены марки этого выпуска достоинством 800, 2500 и 3000 рублей с датой «1997». В 2001 году на части тиража марок второго стандартного выпуска была сделана надпечатка нового номинала (400 рублей).
Четвёртый стандартный выпуск (1998—2003)
Марки четвёртого стандартного выпуска эмитировались с 1998 по 2003 годы. Основным мотивом серии была «этнографическая тематика». Зачастую, вследствие инфляции, сюжет марок одного номинала дублировался. Так, сюжет марки в 100 рублей выпуска 1998 года («водяная мельница») был повторён на марке в 30.000 рублей выпуска 1999 года. В 1998 году были выпущены марки достоинством 100, 200, 500, 1000, 1500, 2000, 3000, 3200, 5000, 5300 и 10.000 рублей. В 1999 году были выпущен марки номиналом в 800, 30.000, 50.000, 100.000 и 500.000 рублей. После деноминации 1.01.2000 года в обращение начали поступать марки четвёртого стандартного выпуска в новом масштабе цен. В 2000 году были выпущены марки в 1, 2, 3, 5, 10, 20, 30, 50 и 100 рублей, а также марки с литерным обозначением номинала («А» и «В»). В 2001 году были выпущены марки в 100, 200, 500 рублей, а также надпечатка нового номинала (1000 рублей) на марке в 100 рублей 1998 года. В 2002 году были повторно выпущены марки в 1, 2, 3, 5, 10, 20, 30, 50 рублей и с литерным обозначением номинала («А» и «В»). В 2003 году были повторно выпущены марки в 200 и 500 рублей.
Пятый стандартный выпуск (2001—2008)
Марки пятого стандартного выпуска эмитировались с 2001 по 2007 годы. Основным мотивом было изображение архитектурных памятников (кроме 1000-рублёвой марки, на которой был изображён личный герб Франциска Скорины). В 2001 году были выпущены марки номиналом в 1000, 2000, 3000, 5000 рублей, а в 2002 — с литерным изображением номинала («Н», «С»). В 2006 году марка в 3000 рублей была переиздана с изменённым рисунком и в новом цвете. В 2007 году была переиздана марка в 2000 рублей. Выпуски 2001—2007 годов печатались на мелованной бумаге. В 2008 году марки в 2000 руб. 2007 года и 3000 руб. 2006 года были переизданы на офсетной бумаге.
Шестой стандартный выпуск (2002)
«Цветы», квадратного формата. Осуществлён в 2002 году и представлен марками в 30, 50, 100, 200, 500 рублей и с литерным обозначением номинала («А», «В», «С», «Н»).
Седьмой стандартный выпуск (2002—2008)
Марки седьмого стандартного выпуска с изображением ягод эмитировались в 2004 году. Серия была представлена марками в 5, 10, 20, 30, 50, 100, 200, 300, 500, 1000 рублей и с литерным обозначением номинала («А», «В», «С», «Н», «Р»). Выпуск 2004 года был отпечатан на мелованной бумаге. В декабре 2008 года марка номинала «С» была переиздана на офсетной бумаге.
Восьмой стандартный выпуск (2004)
Также в 2004 году были выпущены и марки восьмого стандартного выпуска («дикорастущие деревья»), представленные номиналами в 100, 200, 300, 400, 500 и 1000 рублей, а также с литерным обозначением номинала («А», «В», «С», «Н», «Р»).
Девятый стандартный выпуск (2006)
В 2006 году был осуществлён девятый стандартный выпуск («птицы»), представленный марками в 10, 20, 30, 50, 100, 200, 300, 500, 1000 рублей и с литерным обозначением номинала («А», «В» и «Н»). Было осуществлено два выпуска этих марок (оба — в 2006 году) — первый выпуск — на мелованной бумаге, второй — на офсетной.
Десятый стандартный выпуск (2007)
В 2007 году были выпущены марки десятого стандартного выпуска («звери», формат ромба) с литерным обозначением номинала («А» и «В»). Каждая марка была представлена в двух вариантах оформления.
Одиннадцатый стандартный выпуск (2008—2011)
Эта же тематика повторилась в марках одиннадцатого стандартного выпуска (2008), представленного номиналами в 10, 200, 300, 400, 1000 и 5000 рублей. В отличие от выпуска 2007 года марки 2008 года были «книжного» формата. Первые выпуски марок были отпечатаны на мелованной бумаге, во второй половине 2008 года на офсетной бумаге были переизданы марки в 10, 200, 300, 400 и 1000 руб., а в 2009 — в 5000 руб. Впоследствии марки данного выпуска (в его офсетной вариации) переиздавались до 2010—2011 годов (год дополнительной эмиссии указывался внизу листа вместе с номером заказа).
Двенадцатый стандартный выпуск (2008—2011)
В том же 2008 году была осуществлена эмиссия марок двенадцатого стандартного выпуска («цветы», «книжного» формата) номиналом в 20, 30, 50, 100, 500 рублей и с литерным обозначением номинала («А», «В» и «Н»). Было осуществлено два выпуска этих марок (оба — в 2008 года) — первый — на мелованной бумаге, второй — на офсетной. Впоследствии марки данного выпуска (в его офсетной вариации) переиздавались до 2010—2011 годов (год дополнительной эмиссии указывался внизу листа вместе с номером заказа).
Тринадцатый стандартный выпуск (2012—2013)
В январе 2012 года была осуществлена эмиссия марок тринадцатого стандартного выпуска («национальный орнамент») с литерным обозначением номинала («М» и «N»), отпечатанные на офсетной бумаге. Впоследствии были дополнительно переизданы в 2013 году (год дополнительной эмиссии указывался внизу листа вместе с номером заказа).
Четырнадцатый стандартный выпуск (2012—2016)
В марте 2012 года в продажу поступили марки четырнадцатого стандартного выпуска («памятники архитектуры») номиналом в 50, 100, 200, 500, 1000, 2000, 5000, 10.000, 20 000 рублей и с литерным обозначением номинала («А», «Н» и «Р»). Первая эмиссия марок 14 стандартного выпуска была осуществлена как в виде гуммированных марок на мелованной бумаге (ограниченный тираж), так и в виде самоклеек на глянцевой бумаге (основной тираж). Впоследствии эти марки (самоклейки) были переизданы на матовой бумаге — в сентябре 2012 года были переизданы 200, 1000 и 2000 руб., в октябре 2012 — «А», в январе 2013 — 50, 100, 500 руб. и «Н», в марте 2013 — 5000, 10.000 и 20.000 руб., в ноябре 2013 — «Р». В декабре 2014 года марки в 50, 100, 200, 500, 1000, 5000, 10.000 и 20.000 рублей были переизданы с изменённой УФ-защитой (аналогичной имеющейся у марок 15-го стандартного выпуска). В конце 2015 — начале 2016 года марки (кроме марки P) были переизданы на улучшенной бумаге.
Пятнадцатый стандартный выпуск (c 2014 по настоящее время)
Марки пятнадцатого стандартного выпуска были выпущены в обращение в декабре 2014 года. Выпуск состоит из пяти безноминальных марок: «А», «N», «М», «Н» и «Р». Рисунок марок повторяет рисунок марок 11-го стандарта с изменённым номиналом и слегка изменёнными деталями дизайна (уменьшенное изображение, иное расположение надписей, в случае с маркой «N» — слегка модифицированный оттенок). Марки 15-го стандарта повторяют своим дизайном следующие марки 11-го стандарта: «А» — повторяет дизайн 10-рублевой, «N» — дизайн 200-рублевой, «М» — дизайн 300-рублевой, «Н» — дизайн 400-рублевой, «Р» — дизайн 1000-рублевой. Также, подобно маркам 14-го стандарта и в отличие от марок 11-го стандарта, марки 15-го стандартного выпуска являются самоклейками, выпускаемыми на матовой бумаге. В 2016 году марки этого выпуска (номиналами «А» и «Н») были переизданы на модифицированной бумаге. В 2017 и 2018 годах было осуществлено дополнительное переиздание марки «А», в 2018 году также были переизданы марки номиналов «N», «М», «Н» и «Р». В январе 2019 года издан дополнительный тираж марок «N», «М» и «Р»
Шестнадцатый стандартный выпуск (с 2016 по настоящее время)
Выход марок шестнадцатого стандартного выпуска («государственный герб») первоначально был запланирован на март 2016 года, однако, в связи с деноминацией белорусского рубля время выпуска марок перенесено сперва на 1 июля 2016 года, позднее — на 6 июля 2016 года. 6 июля 2016 года были выпущены почтовые марки 12 номиналов — 1, 2, 5, 10, 20, 30, 50 копеек, 1, 2, 5, 10 и 20 рублей. В 2017 и 2018 годах часть номиналов 16-го стандартного выпуска была переиздана.
По состоянию на 6 июля 2016 года, для франкировки почтовых отправлений действительны следующие стандартные марки Республики Беларусь:
- Тринадцатый стандартный выпуск — по номиналу,
- Четырнадцатый стандартный выпуск (номинал указан в рублях) — с переоценкой с учётом деноминации белорусского рубля (марка достоинством 50 руб. — ½ коп., 100 руб. — 1 коп., 200 руб. — 2 коп., 500 руб. — 5 коп., 1000 руб. — 10 коп., 2000 руб. — 20 коп., 5000 руб. — 50 коп., 10.000 руб. — 1 руб. и 20.000 руб. — 2 руб.),
- Четырнадцатый стандартный выпуск (литерные) — по номиналу,
- Пятнадцатый стандартный выпуск — по номиналу,
- Шестнадцатый стандартный выпуск — по номиналу.

Почтовые марки первого, второго, третьего, четвёртого, пятого, шестого, седьмого, восьмого, девятого, десятого, одиннадцатого и двенадцатого стандартных выпусков аннулированы с 1 июля 2016 года (во второй декаде июля 2016 года). Марки пятого—двенадцатого стандартных выпусков и часть марок 4-го стандартного выпуска были вновь временно допущены в почтовое обращение, окончательная нуллификация этих марок была произведена 11 января 2017 года (в соответствии с приказом Министерства связи и информатизации Республики Беларусь от 16 декабря 2016 года № 19)(ссылка).

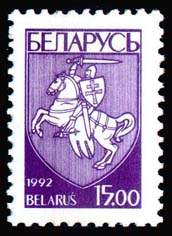
Первый стандартный выпуск (1993, 15 рублей)
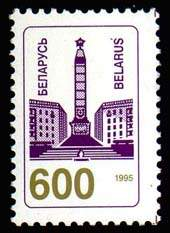
Второй стандартный выпуск (1995, 600 рублей)
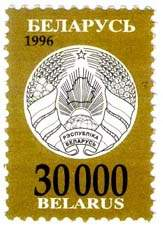
Третий стандартный выпуск (1996, 30 000 рублей)
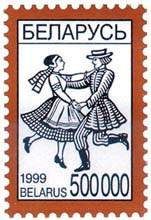
Четвёртый стандартный выпуск (1999, 500 000 рублей)
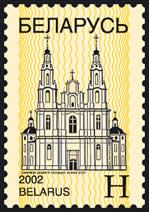
Пятый стандартный выпуск (2002, с литерным обозначением номинала)
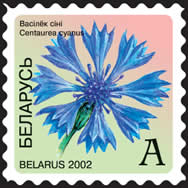
Шестой стандартный выпуск (2002, с литерным обозначением номинала)
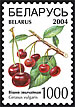
Седьмой стандартный выпуск (2004, 1000 рублей)
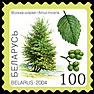
Восьмой стандартный выпуск (2004, 100 рублей)
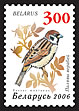
Девятый стандартный выпуск (2006, 300 рублей)
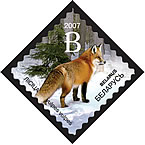
Десятый стандартный выпуск (2007, с литерным обозначением номинала)
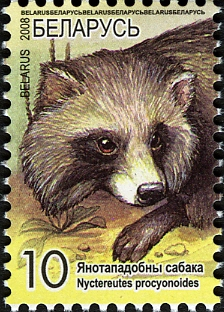
Одиннадцатый стандартный выпуск (2008, 10 рублей)
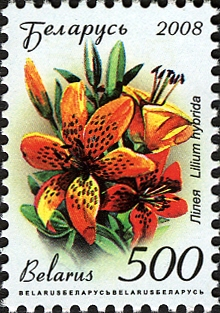
Двенадцатый стандартный выпуск (2008, 500 рублей)
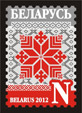
Тринадцатый стандартный выпуск (2012, с литерным обозначением номинала)
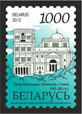
Четырнадцатый стандартный выпуск (2012, 1000 рублей)
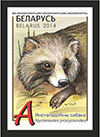
Пятнадцатый стандартный выпуск (2014, с литерным обозначением номинала)

#### Мемориальные и памятные выпуски
Министерство связи и информатизации Республики Беларусь к зимней Олимпиаде в Ванкувере в 2010 году ввело в обращение серию олимпийских почтовых марок. Поступившие в сеть отделений связи Белпочты в преддверии Олимпиады, они имели большой спрос и вызвали живую дискуссию среди любителей спорта и филателистов. На белорусских сайтах и форумах обсуждались ошибки, допущенные на рисунках марок, а Минсвязи выступило с опровержением выдвинутых против него обвинений.

## Развитие филателии
В советское время белорусские коллекционеры были объединены в отделения Всесоюзного общества филателистов — городские и республиканское. Среди различных мероприятий, в которых участвовали и которые проводили члены этих отделений, можно упомянуть межреспубликанские выставки юных филателистов. На них съезжались юные любители марок из Литвы, Эстонии, Латвии и Беларуси. Первый такой слёт состоялся в 1972 году в Таллине, второй — в 1973 году в Риге, третий — 13—29 июня 1975 года в Каунасе. На третьей межреспубликанской выставке одну из пяти золотых медалей получила коллекция, подготовленная представителем Беларуси: «У меня есть собака» (М. Шифрин).